# Causus maculatus
Espèce
Synonymes
- Distichurus maculatus Hallowell, 1842
- Causus rhombeatus Papenfuss, 1969

Causus maculatus est une espèce de serpents d'Afrique appartenant à la famille des Viperidae,.

## Description
C’est une petite vipère habituellement d’une cinquantaine de cm (maximum d’environ 70 cm),,. La tête est courte et le cou peu marqué. Le corps est épais et la queue courte, (<12 % de la longueur de l'animal). L'œil est grand avec une pupille ronde. Aucune des 6 écailles labiales supérieures ne touche l'œil ; et les écailles dorsales sont lisses.  La coloration dorsale est brunâtre, grisâtre (rarement olivâtre), souvent assez claire. La tête est marquée d’un dessin foncé en forme de V dont la pointe est dirigée vers le museau. Des marques sombres (tendant à disparaître avec l'âge) sont régulièrement disposées le long du corps. La face ventrale est blanchâtre. Cette espèce, souvent commune, vit au sol et est active aussi bien le jour que la nuit. Elle se nourrit surtout d’anoures (crapauds et grenouilles). Discrète, elle se déplace lentement, vient souvent au contact de l'Homme dans les cours des maisons et les potagers, et mord facilement si elle est approchée.  La morsure est douloureuse mais le venin n'est pas mortel pour l'homme et les symptômes disparaissent en quelques jours. Il n'existe pas de sérum antivenimeux. 

## Répartition et habitat
Cette espèce se rencontre :
- en Mauritanie ;
- au Sénégal ;
- en Gambie ;
- au Mali ;
- en Côte d'Ivoire ;
- au Burkina Faso ;
- au Ghana ;
- au Togo ;
- au Bénin ;
- au Nigeria ;
- au Niger ;
- au Tchad ;
- au Cameroun ;
- au Gabon ;
- en République du Congo ;
- en République démocratique du Congo ;
- en République centrafricaine ;
- dans le Sud du Soudan ;
- au Soudan du Sud ;
- en Ouganda ;
- dans l'ouest de l'Éthiopie.

L'espèce reste rare et localisée en zone sahélienne. En zones soudanienne et guinéenne c'est une espèce ubiquiste, omniprésente dans la plupart des biotopes, y compris en ville. Elle est particulièrement fréquente dans les milieux humides, plantations ou jardins bien arrosés, bords de rivières ou de mares.

## Publication originale
- (en) Hallowell, 1842 : Description of a new genus of Serpents from Western Africa. Journal of the Academy of Natural Sciences of Philadelphia, vol. 8, p. 336-338 (texte intégral).